# Parc Walthère Dewé
Le parc Walthère Dewé est un parc et un espace vert de la ville de Liège (Belgique) situés dans les quartiers administratifs de Sainte-Walburge et du Thier-à-Liège.

## Situation
Le parc est situé entre quatre voies des hauteurs nord de la ville de Liège : la rue Fond-des-Tawes, la rue des Cotillages, la rue Haut-des-Tawes et la rue Coupée. 

## Odonymie
Le parc rend hommage à Walthère Dewé, résistant liégeois, né à Liège le 26 juillet 1880 et mort à Bruxelles le 14 janvier 1944. Ingénieur de formation, il fonda et dirigea deux grands réseaux de renseignements clandestins au cours des deux guerres mondiales : La Dame blanche en 1916 et le réseau Cleveland puis Clarence en 1940. Il fut abattu par un officier allemand au cours d'une mission en 1944. 

## Description
Ce parc repris sur la liste officielle de la ville de Liège est un espace vert d'une superficie d'environ 19 hectares. Il s'agit d'un ancien lieu d'extraction de la houille comprenant les anciens puits du charbonnage de La Batterie Ancien qui furent exploités de 1935 à 1960. L'arrêté d'assainissement du site a été pris en novembre 1979. On peut toujours situer les entrées de ces puits qui ont été sécurisées par des dalles en béton bien visibles. Le terril présent au sud des anciens puits occupe la plus grande partie du parc. Il s'est transformé en une zone boisée d'environ 12 hectares occupant le versant sud du parc. L'altitude passe de 120 m au mémorial Walthère Dewé à 180 m au centre du parc.

## Monuments

### Mémorial Walthère Dewé
Cette stèle commémorative est située en face du no 253 de la rue Fond-des-Tawes. Sur un bloc de pierre brute, un médaillon en bronze représentant la tête de Walthère Dewé est l'œuvre de P. Theunis. Un sentier mène à la chapelle Saint-Maurice située plus haut à une centaine de mètres.

### Chapelle Saint-Maurice
La chapelle Saint-Maurice inaugurée en 1952 a été réalisée suivant les plans de l'architecte Roger Jacquemart. L'édifice, de style néo-roman, possède un clocher de type provençal. Contre le chevet du bâtiment, se dresse une grande statue de La Dame blanche réalisée par le sculpteur Jules Brouns. Une plaque placée à gauche de la façade rend hommage à Walthère Dewé.

## Article annexe
- Liste des parcs de Liège